# Площад Корделие в Лион
„Площад Корделие в Лион“ (на френски: La Place des Cordeliers à Lyon) е френски късометражен документален ням филм, заснет в Лион през 1895 година от продуцента и режисьор Луи Люмиер. Филмът е включен в програмата на първия комерсиален киносеанс на братята Люмиер, състоял се на 28 декември 1895 година в сутерена на „Гранд Кафе“ на „Булеварда на Капуцините“ в Париж.

## Продукция
Филмът е сниман на самия площад „Корделие“ в Лион. Позиционираната стационарна камера улавя преминаващия трафик. Вървят пешеходци, движат се карети, теглени от коне. На заден план се виждат небето и няколко сгради.